# I Just Can't Stop It
I Just Can't Stop It è il primo album in studio del gruppo musicale britannico The Beat, pubblicato il 1º maggio 1980.

## Tracce
Lato A
1. Mirror in the Bathroom – 3:06
2. Hands Off...She's Mine – 3:02
3. Two Swords – 2:18
4. Twist & Crawl – 2:34
5. Rough Rider – 4:52
6. Click Click – 1:27

Lato B
1. Big Shot – 2:32
2. Whine and Grine/Stand Down Margaret – 3:45
3. Noise in This World – 2:16
4. Can't Get Used to Losing You – 3:05
5. Best Friend – 3:03
6. Jackpot – 4:20

## Formazione
- Dave Wakeling – voce, chitarra
- Ranking Roger – toasting, voce
- Andy Cox – chitarra
- David Steele – basso
- Everett Morton – batteria
- Saxa – sassofono